# Tyrus corticinus
Tyrus corticinus är en skalbaggsart som först beskrevs av Thomas Casey 1887.  Tyrus corticinus ingår i släktet Tyrus och familjen kortvingar. Inga underarter finns listade i Catalogue of Life.